# Tempo di tromboplastina parziale
Il PTT (tempo di tromboplastina parziale) o aPTT (tempo di tromboplastina parziale attivata) è un valore numerico, espresso sotto forma di rapporto, che fornisce utili informazioni circa il funzionamento della via intrinseca della coagulazione e della via di coagulazione comune. Poiché una corretta coagulazione del sangue dipende dalla azione combinata ed 'a cascata' di molte sostanze definite fattori della coagulazione, misurare il tempo di tromboplastina parziale aiuta a valutare quali specifici fattori della coagulazione possono essere mancanti o difettosi. Il test PTT viene inoltre utilizzato per monitorare l'effetto dell'eparina sul sistema di coagulazione di un paziente. Viene utilizzato in combinazione con il tempo di protrombina (PT) che misura invece la via estrinseca della coagulazione. Tempo di coagulazione al caolino o KCT od ancora tempo di cefalina caolino sono nomi storici ormai in disuso del tempo di tromboplastina parziale. Il test di tromboplastina parziale fu descritto per la prima volta nel 1953.

## Procedura
Il sanitario provvede al prelievo di un campione di sangue periferico. Tale campione viene raccolto in una provetta con ossalato o citrato di sodio, che agiscono come anticoagulanti in quanto chelanti (cioè in grado di legare) gli ioni calcio presenti nel campione. Il campione viene quindi consegnato al laboratorio. Il test viene eseguito da un tecnico di laboratorio.
Per attivare la via intrinseca della coagulazione, un attivatore (come fosfolipidi anionici, silice, celite, caolino, acido ellagico) e degli ioni calcio vengono addizionati e mescolati al campione di plasma. Il calcio ha lo scopo di annullare l'effetto anticoagulante dell'ossalato o del citrato, mentre il caolino o i fosfolipidi anionici agiscono come sostituti delle piastrine.
Il tempo di tromboplastina parziale è perciò il tempo impiegato da un simile campione a coagulare (tempo di formazione del trombo) ed è rapportato al tempo impiegato per coagulare da parte di un plasma di riferimento del laboratorio. 
L'aPTT viene misurato con l'aggiunta di un attivatore della fase di contatto. Il termine "parziale" sta a indicare che tra i reagenti non vi è la tromboplastina (fattore tissutale liberato normalmente dalle cellule traumatizzate, per es. quelle di una ferita).

## Valore normale
I cosiddetti valori normali variano a seconda del metodo utilizzato e del tipo di attivatore.
Il valore normale dell'aPTT in laboratorio è 28-40 secondi. Il valore normale del PT è compreso tra i 11 e i 13 secondi. In genere il risultato è espresso sotto forma di rapporto.
Risultati attesi dell'aPTT per un paziente in eparina dovrebbe essere 1,5-2,5 volte i valori normali. Un aPTT superiore a 100 secondi indica un elevato rischio di sanguinamento spontaneo.

## Aumento aPTT
- Utilizzo di eparina
- Deficit di fattori della coagulazione (ad esempio emofilia[2])
- Inibitori della coagulazione (ad esempio anticorpi antifosfolipidi)[3][4][5]

## Diminuzione aPTT
La riduzione dell'aPTT si considera abbia una scarsa rilevanza clinica. Tuttavia esistono alcune ricerche che indicano che potrebbe aumentare il rischio di tromboembolia. Una riduzione dell'aPTT sembra inoltre verificarsi anche in soggetti affetti da diabete mellito e da ipertiroidismo.

## Interpretazione
Quando un tessuto del corpo viene ad essere ferito ed inizia a sanguinare, comincia una sequenza di attività di fattori della coagulazione chiamato "cascata della coagulazione", che porta alla formazione di un coagulo di sangue.
La cascata ha tre percorsi: una via estrinseca, una via intrinseca, ed una via comune. 
I fattori della coagulazione noti sono tredici. Molti di questi fattori sono condivisi da entrambe le vie, altri si trovano in una sola via. Il test PTT valuta i fattori presenti nelle vie intrinseca e comune. Di solito viene effettuato in combinazione con altri test, ad esempio il test di protrombina (PT), che valutano i fattori della via estrinseca. La valutazione della combinazione di test restringe l'elenco dei possibili fattori mancanti o difettosi.
Le alterazioni del PTT possono far sospettare diversi quadri patologici legati ai fattori della via intrinseca: ad esempio deficit dei fattori XII, XI, IX, VIII.

La cascata della coagulazione

Deficit di fattori coinvolti esclusivamente nella cosiddetta via del sistema di contatto (via intrinseca), come il HMWK (chininogeno ad alto peso molecolare), la PK (precallicreaina), il fattore XII ed il fattore XI non sono in generale collegati a manifestazioni emorragiche. Talvolta un deficit selettivo del fattore XI può comunque dar luogo a manifestazioni emorragiche a seguito di traumi severi.

Deficit di fattori essenziali nella via intrinseca, ma coinvolti anche in alcune reazioni della via estrinseca, sono correlati a gravi coagulopatie ereditarie: il deficit del fattore VIII è infatti responsabile dell'emofilia A, mentre il deficit del fattore IX determina emofilia B. 
Tali deficit non sono riscontrabili effettuando il tempo di protrombina (PT) dal momento che la conversione della protrombina in trombina può essere eseguita dal complesso enzimatico costituito dal fattore Xa (attivato, al pari del fattore IX, dal complesso TF-VIIa) e dal cofattore Va, bypassando di fatto in provetta il deficit del complesso enzimatico dato dal fattore IXa e dal cofattore VIIIa. In queste situazioni il rapporto risulta nettamente superiore alla norma e viene pertanto spesso indicata come allungato.
Riscontrare un aPTT allungato in un paziente che riferisce di non essere mai stato soggetto a manifestazioni emorragiche apparentemente spontanee, potrebbe con ogni probabilità essere dovuto a deficit di fattori del sistema di contatto.

## aPTT e test di mixing
Un rapporto aPTT allungato in un soggetto la cui storia clinica riporta emorragie copiose ed apparentemente spontanee, deve far sospettare un quadro clinico di emofilia soprattutto nel caso di pazienti giovanissimi. 
Tuttavia anche la presenza di inibitori patologici della coagulazione, rappresentati essenzialmente da auto-anticorpi di varia origine, può condurre al medesimo risultato.
Il metodo più comune per verificare questa ipotesi è rappresentato dal cosiddetto "test di mixing", che consiste nel ripetere l'aPTT su un campione costituito per 50% dal plasma del paziente e per 50% dal plasma di riferimento del laboratorio.
Se dopo il test di mixing il rapporto risulta normalizzato, è evidente che il paziente presenta un deficit di un fattore della via intrinseca. Se al contrario il rapporto risulta ancora anormale, il paziente presenta con ogni probabilità inibitori patologici della coagulazione, dimostrabili spesso con test ELISA.

## Precauzioni
Se il prelievo per la determinazione del PTT viene eseguito a scopo di monitoraggio su un paziente in trattamento con eparina, va ricordato che il paziente deve essere interrogato allo scopo di valutare una tendenza al sanguinamento spontaneo. 
Questo paziente una volta eseguito il prelievo non deve essere lasciato solo fino a quando il sanitario non sia sicuro che il piccolo sanguinamento in sede di prelievo non si sia completamente arrestato. I soggetti con problemi di coagulazione possono infatti sanguinare per un periodo più lungo del normale.
Il paziente va avvisato che si potrà sviluppare un livido od un ematoma in prossimità della sede del prelievo, e che potrà applicarvi degli impacchi di ghiaccio.
Alcuni farmaci, oltre all'eparina, possono influenzare i risultati del test PTT. Questi farmaci includono gli antistaminici, la vitamina C (acido ascorbico), l'aspirina, e la clorpromazina.